# .32-20 Winchester
La cartouche de chasse .32-20 Winchester fut conçue en 1882 pour la Winchester 1873. Elle était initialement chargée de 20 grains de poudre noire. Elle fut adoptée par de nombreux revolvers (dont le Colt Single Action Army) et carabines de chasse de fabrication américaine et espagnole jusqu'à la fin des années 1930. Son étui de laiton a une forme de bouteille.

## Synonymes
- 32-20,
- .32 WCF,
- .32-20 Marlin,
- .32 Colt Lightning

## Dimensions
- Diamètre de la balle : 7,94 mm
- Longueur de l'étui : 33,40 mm
- Longueur de la cartouche : 40,44 mm

## Balistique indicative
- Charge initiale : 1,3 g
- Version carabine : 5,18 g - 7,45 g
- Version revolver : 6,48 g